# Llista de topònims de Sant Aniol de Finestres
Llista de topònims (noms propis de lloc) del municipi de Sant Aniol de Finestres, a la Garrotxa
Informació actualitzada per un bot. Els canvis manuals es perdran quan s'actualitzi!

## cova
| imatge | Nom                  | Ubicat a                | instància de | Detalls | coordenades                                                         | Protecció | Commons (més fotos) | Dades a WD                    |
| ------ | -------------------- | ----------------------- | ------------ | ------- | ------------------------------------------------------------------- | --------- | ------------------- | ----------------------------- |
|        | cova de la Carbonera | Sant Aniol de Finestres | cova         |         | 42° 01′ 04″ N, 2° 37′ 39″ E / 42.0178302657517°N,2.62752383441443°E |           |                     | Modifica les dades a Wikidata |
|        | cova de les Angúnies | Sant Aniol de Finestres | cova         |         | 42° 07′ 06″ N, 2° 34′ 28″ E / 42.1182575387956°N,2.57438640537239°E |           |                     | Modifica les dades a Wikidata |
|        | cova del Llop        | Sant Aniol de Finestres | cova         |         | 42° 06′ 59″ N, 2° 34′ 38″ E / 42.1163406684935°N,2.57722987139196°E |           |                     | Modifica les dades a Wikidata |

## curs d'aigua
| imatge | Nom              | Ubicat a                                                   | instància de | Detalls                       | coordenades | Protecció | Commons (més fotos) | Dades a WD                    |
| ------ | ---------------- | ---------------------------------------------------------- | ------------ | ----------------------------- | --- | --------- | ------------------- | ----------------------------- |
|        | riera de Llémena | Sant Aniol de Finestres Sant Martí de Llémena Sant Gregori | curs d'aigua | Desemboca: Ter Llarg: 31.64km | 42° 03′ 50″ N, 2° 36′ 54″ E / 42.06383889°N,2.615°E 41° 58′ 55″ N, 2° 46′ 06″ E / 41.981944444444°N,2.7683333333333°E |           | Riera de Llémena    | Modifica les dades a Wikidata |
|        | riera dels Arcs  | Santa Pau Sant Aniol de Finestres                          | curs d'aigua | Desemboca: Ser                | 42° 06′ 51″ N, 2° 35′ 05″ E / 42.114188°N,2.584699°E 42° 08′ 54″ N, 2° 35′ 23″ E / 42.148255°N,2.589741°E             |           | Riera dels Arcs     | Modifica les dades a Wikidata |

## entitat singular de població
| imatge | Nom                     | Ubicat a                | instància de                                                                   | Detalls | coordenades                                                       | Protecció | Commons (més fotos)    | Dades a WD                    |
| ------ | ----------------------- | ----------------------- | ------------------------------------------------------------------------------ | ------- | ----------------------------------------------------------------- | --------- | ---------------------- | ----------------------------- |
|        | Sant Aniol de Finestres | Sant Aniol de Finestres | entitat singular de població ens local històric de Catalunya                   | 72 hab  | 42° 05′ 24″ N, 2° 35′ 13″ E / 42.09012574°N,2.58690775°E 409 msnm |           |                        | Modifica les dades a Wikidata |
|        | Sant Esteve de Llémena  | Sant Aniol de Finestres | entitat singular de població ens local històric de Catalunya capital municipal | 268 hab | 42° 03′ 44″ N, 2° 36′ 56″ E / 42.062245°N,2.615637°E 287 msnm     |           | Sant Esteve de Llémena | Modifica les dades a Wikidata |
|        | la Barroca              | Sant Aniol de Finestres | entitat singular de població ens local històric de Catalunya                   | 32 hab  | 42° 02′ 08″ N, 2° 37′ 39″ E / 42.035591°N,2.62741°E 385 msnm      |           | La Barroca             | Modifica les dades a Wikidata |

## església
| imatge | Nom                                    | Ubicat a                | instància de     | Detalls                                   | coordenades                                                                              | Protecció                   | Commons (més fotos)                               | Dades a WD                    |
| ------ | -------------------------------------- | ----------------------- | ---------------- | ----------------------------------------- | ---------------------------------------------------------------------------------------- | --------------------------- | ------------------------------------------------- | ----------------------------- |
|        | Mare de Déu de Bell-lloc               | Sant Esteve de Llémena  | església         | Estil: arquitectura popular               | 42° 03′ 43″ N, 2° 36′ 27″ E / 42.06194°N,2.60738°E 452 msnm                              | bé cultural d'interès local | Mare de Déu de Bell-lloc (Sant Esteve de Llémena) | Modifica les dades a Wikidata |
|        | Mare de Déu de la Puríssima            | Sant Aniol de Finestres | església capella |                                           | 42° 03′ 23″ N, 2° 37′ 19″ E / 42.056404860417°N,2.62182383540223°E ca:Masia de Vilaplana |                             |                                                   | Modifica les dades a Wikidata |
|        | Sant Andreu de la Barroca              | Sant Aniol de Finestres | església         | Estil: arquitectura popular               | 42° 02′ 08″ N, 2° 37′ 39″ E / 42.03555°N,2.62743°E 385 msnm                              | bé cultural d'interès local | Sant Andreu de la Barroca                         | Modifica les dades a Wikidata |
|        | Sant Cebrià de Sant Aniol de Finestres | Sant Esteve de Llémena  | església         | Estil: arquitectura romànica 12nd century | 42° 03′ 51″ N, 2° 36′ 25″ E / 42.06412°N,2.60702°E 467.7 msnm                            | bé cultural d'interès local | Sant Cebrià de Sant Aniol de Finestres            | Modifica les dades a Wikidata |
|        | Sant Joan de les Medes                 | Sant Aniol de Finestres | església         | Estil: arquitectura popular               | 42° 05′ 56″ N, 2° 33′ 27″ E / 42.09883°N,2.55747°E ca:Les Medes 735 msnm                 | bé cultural d'interès local | Sant Joan de les Medes                            | Modifica les dades a Wikidata |
|        | Sant Julià de les Medes                | Sant Aniol de Finestres | església         | Estil: arquitectura romànica              | 42° 07′ 00″ N, 2° 33′ 16″ E / 42.11674°N,2.5545°E                                        | bé cultural d'interès local |                                                   | Modifica les dades a Wikidata |
|        | Sant Miquel de Bustins                 | Sant Aniol de Finestres | església         | Estil: arquitectura romànica 12nd century | 42° 05′ 31″ N, 2° 36′ 49″ E / 42.0919°N,2.6136°E 570 msnm                                | bé cultural d'interès local | Sant Miquel de Bustins                            | Modifica les dades a Wikidata |
|        | Sant Roc de la Barroca                 | Sant Aniol de Finestres | església         | Estil: arquitectura popular               | 42° 01′ 03″ N, 2° 39′ 43″ E / 42.01742°N,2.66197°E 597 msnm                              | bé cultural d'interès local | Sant Roc de la Barroca                            | Modifica les dades a Wikidata |
|        | Santa Maria d'Elena                    | Sant Aniol de Finestres | església         | Estil: arquitectura romànica              | 42° 01′ 34″ N, 2° 38′ 27″ E / 42.0261°N,2.64074°E 565 msnm                               | bé cultural d'interès local | Santa Maria d'Elena                               | Modifica les dades a Wikidata |
|        | Santa Maria de Finestres               | Sant Aniol de Finestres | església         | Estil: arquitectura romànica              | 42° 06′ 43″ N, 2° 35′ 35″ E / 42.11183°N,2.59308°E 880 msnm                              | bé cultural d'interès local | Santa Maria de Finestres                          | Modifica les dades a Wikidata |
|        | església de Sant Aniol de Finestres    | Sant Aniol de Finestres | església         | Estil: arquitectura romànica              | 42° 05′ 25″ N, 2° 35′ 13″ E / 42.09033°N,2.58698°E                                       | bé cultural d'interès local | Església de Sant Aniol de Finestres               | Modifica les dades a Wikidata |
|        | església de Sant Esteve de Llémena     | Sant Esteve de Llémena  | església         | Estil: arquitectura popular               | 42° 03′ 25″ N, 2° 37′ 43″ E / 42.056930555556°N,2.6285694444444°E 291 msnm               | bé cultural d'interès local | Església de Sant Esteve de Llémena                | Modifica les dades a Wikidata |

## jaciment arqueològic
| imatge | Nom              | Ubicat a                | instància de              | Detalls | coordenades                                          | Protecció                                  | Commons (més fotos) | Dades a WD                    |
| ------ | ---------------- | ----------------------- | ------------------------- | ------- | ---------------------------------------------------- | ------------------------------------------ | ------------------- | ----------------------------- |
|        | Font dels Sucals | Sant Aniol de Finestres | jaciment arqueològic      |         | 42° 05′ 49″ N, 2° 33′ 58″ E / 42.096982°N,2.566003°E | bé integrant del patrimoni cultural català |                     | Modifica les dades a Wikidata |
|        | Roc de la Melca  | Sant Aniol de Finestres | jaciment arqueològic cova |         | 42° 05′ 30″ N, 2° 35′ 29″ E / 42.091753°N,2.591352°E | bé integrant del patrimoni cultural català |                     | Modifica les dades a Wikidata |

## masia
| imatge | Nom                      | Ubicat a                | instància de | Detalls                                  | coordenades                                                                  | Protecció                                  | Commons (més fotos)                | Dades a WD                    |
| ------ | ------------------------ | ----------------------- | ------------ | ---------------------------------------- | ---------------------------------------------------------------------------- | ------------------------------------------ | ---------------------------------- | ----------------------------- |
|        | Agustins                 | Sant Aniol de Finestres | masia        |                                          | 42° 05′ 25″ N, 2° 36′ 50″ E / 42.09030556°N,2.61388333°E 571 msnm            |                                            |                                    | Modifica les dades a Wikidata |
|        | Ca l'Aplegador           | Sant Aniol de Finestres | masia        |                                          | 42° 03′ 35″ N, 2° 37′ 53″ E / 42.0596513583591°N,2.63140085076331°E          |                                            |                                    | Modifica les dades a Wikidata |
|        | Ca l'Arrep               | Sant Aniol de Finestres | masia        | Estil: arquitectura popular              | 42° 03′ 43″ N, 2° 36′ 58″ E / 42.06203°N,2.61607°E 285 msnm                  | bé integrant del patrimoni cultural català | Ca l'Arrep                         | Modifica les dades a Wikidata |
|        | Ca l'Hosta               | Sant Aniol de Finestres | masia        |                                          | 42° 03′ 54″ N, 2° 36′ 39″ E / 42.0649427286099°N,2.61094322331325°E          |                                            |                                    | Modifica les dades a Wikidata |
|        | Ca la Jepa               | Sant Aniol de Finestres | masia        |                                          | 42° 04′ 41″ N, 2° 35′ 20″ E / 42.0780335093432°N,2.58892087331045°E          |                                            |                                    | Modifica les dades a Wikidata |
|        | Ca la Paula              | Sant Aniol de Finestres | masia        |                                          | 42° 05′ 08″ N, 2° 37′ 00″ E / 42.0854701867207°N,2.61676654729213°E          |                                            |                                    | Modifica les dades a Wikidata |
|        | Ca n'Esteve              | Sant Aniol de Finestres | masia        |                                          | 42° 04′ 25″ N, 2° 36′ 59″ E / 42.07352778°N,2.61626944°E 390 msnm            |                                            |                                    | Modifica les dades a Wikidata |
|        | Cal Blau                 | Sant Aniol de Finestres | masia        |                                          | 42° 03′ 34″ N, 2° 37′ 47″ E / 42.0595560428671°N,2.62976979538363°E          |                                            |                                    | Modifica les dades a Wikidata |
|        | Cal Conill               | Sant Aniol de Finestres | masia        |                                          | 42° 03′ 44″ N, 2° 37′ 39″ E / 42.0621697831318°N,2.62755487395288°E          |                                            |                                    | Modifica les dades a Wikidata |
|        | Cal Correu               | Sant Aniol de Finestres | masia        |                                          | 42° 01′ 08″ N, 2° 37′ 07″ E / 42.0189810803047°N,2.6186758122404°E           |                                            |                                    | Modifica les dades a Wikidata |
|        | Cal Ferrer               | Sant Aniol de Finestres | masia        |                                          | 42° 05′ 21″ N, 2° 36′ 22″ E / 42.0891088643884°N,2.60614033023545°E          |                                            |                                    | Modifica les dades a Wikidata |
|        | Cal Ferrer               | Sant Aniol de Finestres | masia        |                                          | 42° 03′ 46″ N, 2° 36′ 57″ E / 42.0628070614716°N,2.61596010954724°E          |                                            |                                    | Modifica les dades a Wikidata |
|        | Cal Fuster de Dalt       | Sant Aniol de Finestres | masia        |                                          | 42° 03′ 49″ N, 2° 37′ 14″ E / 42.0636955563486°N,2.62042685569863°E          |                                            |                                    | Modifica les dades a Wikidata |
|        | Cal Paraire              | Sant Aniol de Finestres | masia        |                                          | 42° 04′ 43″ N, 2° 34′ 48″ E / 42.0785420692172°N,2.58012847355344°E          |                                            |                                    | Modifica les dades a Wikidata |
|        | Cal Pastoric             | Sant Aniol de Finestres | masia        |                                          | 42° 03′ 23″ N, 2° 37′ 31″ E / 42.0562811408823°N,2.62529306570284°E          |                                            |                                    | Modifica les dades a Wikidata |
|        | Cal Rei                  | Sant Aniol de Finestres | masia        |                                          | 42° 02′ 59″ N, 2° 37′ 43″ E / 42.0497983325594°N,2.62865430226486°E          |                                            |                                    | Modifica les dades a Wikidata |
|        | Cal Sansaire             | Sant Aniol de Finestres | masia        |                                          | 42° 01′ 31″ N, 2° 37′ 29″ E / 42.0253505229814°N,2.62467749902068°E          |                                            |                                    | Modifica les dades a Wikidata |
|        | Cal Sant                 | Sant Aniol de Finestres | masia        |                                          | 42° 01′ 56″ N, 2° 38′ 00″ E / 42.0322687491056°N,2.63339538389676°E          |                                            |                                    | Modifica les dades a Wikidata |
|        | Cal Sastre               | Sant Aniol de Finestres | masia        |                                          | 42° 03′ 18″ N, 2° 37′ 35″ E / 42.0550151006792°N,2.62648484886556°E          |                                            |                                    | Modifica les dades a Wikidata |
|        | Can Bac del Freixe       | Sant Aniol de Finestres | masia        |                                          | 42° 05′ 42″ N, 2° 37′ 13″ E / 42.09511111°N,2.62038056°E 675 msnm            |                                            |                                    | Modifica les dades a Wikidata |
|        | Can Baltasar             | Sant Aniol de Finestres | masia        |                                          | 42° 03′ 10″ N, 2° 37′ 57″ E / 42.0526566852103°N,2.6324684923844°E           |                                            |                                    | Modifica les dades a Wikidata |
|        | Can Barranc de Dalt      | Sant Aniol de Finestres | masia        |                                          | 42° 07′ 16″ N, 2° 33′ 08″ E / 42.1210013824864°N,2.55226566412305°E          |                                            |                                    | Modifica les dades a Wikidata |
|        | Can Barres               | Sant Aniol de Finestres | masia        |                                          | 42° 03′ 46″ N, 2° 37′ 19″ E / 42.0626738963728°N,2.62196793460159°E          |                                            |                                    | Modifica les dades a Wikidata |
|        | Can Bernadí              | Sant Aniol de Finestres | masia        |                                          | 42° 02′ 08″ N, 2° 37′ 19″ E / 42.0356449123477°N,2.62188652910723°E          |                                            |                                    | Modifica les dades a Wikidata |
|        | Can Bruns                | Sant Aniol de Finestres | masia        |                                          | 42° 01′ 32″ N, 2° 38′ 12″ E / 42.0256679343313°N,2.63654983383615°E          |                                            |                                    | Modifica les dades a Wikidata |
|        | Can Feliuet              | Sant Aniol de Finestres | masia        |                                          | 42° 04′ 17″ N, 2° 35′ 46″ E / 42.0714301385329°N,2.59608344671961°E          |                                            |                                    | Modifica les dades a Wikidata |
|        | Can Francesc             | Sant Aniol de Finestres | masia        |                                          | 42° 04′ 52″ N, 2° 35′ 31″ E / 42.0809896609058°N,2.59200893210576°E          |                                            |                                    | Modifica les dades a Wikidata |
|        | Can Güell                | Sant Aniol de Finestres | masia        |                                          | 42° 05′ 14″ N, 2° 36′ 01″ E / 42.0871608163727°N,2.60016723169409°E          |                                            |                                    | Modifica les dades a Wikidata |
|        | Can Jan                  | Sant Aniol de Finestres | masia        |                                          | 42° 03′ 20″ N, 2° 37′ 57″ E / 42.0556826409946°N,2.632390619886°E            |                                            |                                    | Modifica les dades a Wikidata |
|        | Can Llorens              | Sant Aniol de Finestres | masia        | Estil: arquitectura popular              | 42° 04′ 34″ N, 2° 36′ 13″ E / 42.07599°N,2.60358°E                           | bé integrant del patrimoni cultural català |                                    | Modifica les dades a Wikidata |
|        | Can Mitjana              | Sant Aniol de Finestres | masia        |                                          | 42° 04′ 36″ N, 2° 36′ 07″ E / 42.0766200062157°N,2.6018412687787°E           |                                            |                                    | Modifica les dades a Wikidata |
|        | Can Mostela              | Sant Aniol de Finestres | masia        |                                          | 42° 03′ 02″ N, 2° 38′ 01″ E / 42.0504896585419°N,2.63358065216114°E          |                                            |                                    | Modifica les dades a Wikidata |
|        | Can Pagès                | Sant Aniol de Finestres | masia        |                                          | 42° 03′ 33″ N, 2° 37′ 58″ E / 42.0591512238752°N,2.63272110606386°E          |                                            |                                    | Modifica les dades a Wikidata |
|        | Can Peret                | Sant Aniol de Finestres | masia        |                                          | 42° 04′ 42″ N, 2° 34′ 53″ E / 42.0784381014851°N,2.5812534870512°E           |                                            |                                    | Modifica les dades a Wikidata |
|        | Can Ponç                 | Sant Aniol de Finestres | masia        |                                          | 42° 02′ 01″ N, 2° 37′ 38″ E / 42.0335190075777°N,2.6272872735952°E           |                                            |                                    | Modifica les dades a Wikidata |
|        | Can Pujol                | Sant Aniol de Finestres | masia        |                                          | 42° 03′ 37″ N, 2° 37′ 00″ E / 42.0602961840478°N,2.61654328699092°E          |                                            |                                    | Modifica les dades a Wikidata |
|        | Can Rafelic              | Sant Aniol de Finestres | masia        |                                          | 42° 03′ 07″ N, 2° 37′ 58″ E / 42.0519193207553°N,2.6328352791074°E           |                                            |                                    | Modifica les dades a Wikidata |
|        | Can Riera                | Sant Aniol de Finestres | masia        |                                          | 42° 04′ 49″ N, 2° 35′ 52″ E / 42.080154205712°N,2.59772070636112°E           |                                            |                                    | Modifica les dades a Wikidata |
|        | Can Ros                  | Sant Aniol de Finestres | masia        | Estil: arquitectura popular              | 42° 03′ 47″ N, 2° 36′ 54″ E / 42.06314°N,2.61503°E 286 msnm                  | bé integrant del patrimoni cultural català | Can Ros (Sant Aniol de Finestres)  | Modifica les dades a Wikidata |
|        | Can Sidro Jan            | Sant Aniol de Finestres | masia        |                                          | 42° 04′ 09″ N, 2° 36′ 07″ E / 42.0692264339842°N,2.60206879297295°E          |                                            |                                    | Modifica les dades a Wikidata |
|        | Can Sotera               | Sant Aniol de Finestres | masia        |                                          | 42° 01′ 58″ N, 2° 38′ 23″ E / 42.0328835591289°N,2.63983098188633°E          |                                            |                                    | Modifica les dades a Wikidata |
|        | Can Terme                | Sant Aniol de Finestres | masia        |                                          | 42° 02′ 28″ N, 2° 37′ 48″ E / 42.0411110523044°N,2.62991313669732°E          |                                            |                                    | Modifica les dades a Wikidata |
|        | Can Terrers              | Sant Aniol de Finestres | masia        |                                          | 42° 03′ 06″ N, 2° 37′ 59″ E / 42.0515776958825°N,2.63303059797839°E          |                                            |                                    | Modifica les dades a Wikidata |
|        | Can Ton                  | Sant Aniol de Finestres | masia        |                                          | 42° 03′ 09″ N, 2° 37′ 55″ E / 42.0525466331999°N,2.63185280988953°E          |                                            |                                    | Modifica les dades a Wikidata |
|        | Can Tura                 | Sant Aniol de Finestres | masia        |                                          | 42° 05′ 22″ N, 2° 35′ 25″ E / 42.0894949325653°N,2.59035833625955°E          |                                            |                                    | Modifica les dades a Wikidata |
|        | Can Vedruna              | Sant Aniol de Finestres | masia        | Estil: arquitectura popular              | 42° 03′ 38″ N, 2° 37′ 03″ E / 42.06065°N,2.61758°E 283 msnm                  | bé integrant del patrimoni cultural català | Can Vedruna                        | Modifica les dades a Wikidata |
|        | Can Vegila               | Sant Aniol de Finestres | masia        |                                          | 42° 04′ 22″ N, 2° 36′ 09″ E / 42.0729024862638°N,2.60246892921753°E          |                                            |                                    | Modifica les dades a Wikidata |
|        | Casa Nova de Can Llorenç | Sant Aniol de Finestres | masia        |                                          | 42° 04′ 48″ N, 2° 36′ 13″ E / 42.0799675474673°N,2.6036096389955°E           |                                            |                                    | Modifica les dades a Wikidata |
|        | Casa Nova de les Medes   | Sant Aniol de Finestres | masia        |                                          | 42° 06′ 20″ N, 2° 33′ 16″ E / 42.1054468814311°N,2.55449169474208°E          |                                            |                                    | Modifica les dades a Wikidata |
|        | Conques                  | Sant Aniol de Finestres | masia        |                                          | 42° 05′ 16″ N, 2° 34′ 46″ E / 42.0878523194514°N,2.57945042631135°E          |                                            |                                    | Modifica les dades a Wikidata |
|        | Costabella               | Sant Aniol de Finestres | masia        |                                          | 42° 05′ 59″ N, 2° 34′ 49″ E / 42.09972222°N,2.58027778°E 825 msnm            |                                            |                                    | Modifica les dades a Wikidata |
|        | Massec                   | Sant Aniol de Finestres | masia        |                                          | 42° 05′ 41″ N, 2° 36′ 00″ E / 42.0947259016568°N,2.60005925495389°E          |                                            |                                    | Modifica les dades a Wikidata |
|        | Mitjanes                 | Sant Aniol de Finestres | masia        |                                          | 42° 04′ 53″ N, 2° 35′ 20″ E / 42.0812666880179°N,2.58887582454934°E          |                                            |                                    | Modifica les dades a Wikidata |
|        | Oliveres                 | Sant Aniol de Finestres | masia        |                                          | 42° 04′ 09″ N, 2° 35′ 02″ E / 42.0691344580583°N,2.58375637142893°E          |                                            |                                    | Modifica les dades a Wikidata |
|        | Raspat                   | Sant Aniol de Finestres | masia        |                                          | 42° 06′ 30″ N, 2° 35′ 42″ E / 42.108463943521°N,2.5948934190147°E            |                                            |                                    | Modifica les dades a Wikidata |
|        | Subiràs                  | Sant Aniol de Finestres | masia        |                                          | 42° 05′ 17″ N, 2° 34′ 37″ E / 42.0881763525553°N,2.5769453666158°E           |                                            |                                    | Modifica les dades a Wikidata |
|        | Teieda                   | Sant Aniol de Finestres | masia        |                                          | 42° 05′ 41″ N, 2° 34′ 45″ E / 42.0946155488305°N,2.57927272896298°E          |                                            |                                    | Modifica les dades a Wikidata |
|        | Ventós                   | Sant Aniol de Finestres | masia        |                                          | 42° 06′ 47″ N, 2° 33′ 20″ E / 42.1130613616298°N,2.55552702429866°E 836 msnm |                                            | Ventós (Sant Aniol de Finestres)   | Modifica les dades a Wikidata |
|        | Vilaplana                | Sant Aniol de Finestres | masia        | Estil: arquitectura popular              | 42° 03′ 22″ N, 2° 37′ 20″ E / 42.05606°N,2.62231°E                           | bé integrant del patrimoni cultural català |                                    | Modifica les dades a Wikidata |
|        | el Baier                 | Sant Aniol de Finestres | masia        |                                          | 42° 04′ 18″ N, 2° 36′ 49″ E / 42.0717338634702°N,2.61366997019207°E          |                                            |                                    | Modifica les dades a Wikidata |
|        | el Bruguer               | Sant Aniol de Finestres | masia        |                                          | 42° 02′ 00″ N, 2° 36′ 48″ E / 42.0333733321807°N,2.61320166514856°E          |                                            |                                    | Modifica les dades a Wikidata |
|        | el Campàs                | Sant Aniol de Finestres | masia        |                                          | 42° 04′ 15″ N, 2° 38′ 00″ E / 42.070726355179°N,2.63325878989234°E           |                                            |                                    | Modifica les dades a Wikidata |
|        | el Camós                 | Sant Aniol de Finestres | masia        |                                          | 42° 03′ 12″ N, 2° 37′ 41″ E / 42.05327778°N,2.62809444°E 274 msnm            |                                            |                                    | Modifica les dades a Wikidata |
|        | el Cap Blanc             | Sant Aniol de Finestres | masia        |                                          | 42° 04′ 14″ N, 2° 37′ 50″ E / 42.0704298947943°N,2.63068574437879°E          |                                            |                                    | Modifica les dades a Wikidata |
|        | el Casot                 | Sant Aniol de Finestres | masia        | Estat: ruïnós                            | 42° 05′ 24″ N, 2° 36′ 57″ E / 42.0900332816066°N,2.61580801647109°E 585 msnm |                                            |                                    | Modifica les dades a Wikidata |
|        | el Casot                 | Sant Aniol de Finestres | masia        | Estat: ruïnós                            | 42° 04′ 30″ N, 2° 36′ 53″ E / 42.0749979809229°N,2.61478653153591°E 436 msnm |                                            |                                    | Modifica les dades a Wikidata |
|        | el Castell               | Sant Aniol de Finestres | masia        |                                          | 42° 05′ 23″ N, 2° 35′ 50″ E / 42.0897264303133°N,2.59723702134979°E          |                                            |                                    | Modifica les dades a Wikidata |
|        | el Clascar de Dalt       | Sant Aniol de Finestres | masia        |                                          | 42° 04′ 00″ N, 2° 36′ 49″ E / 42.0665638095362°N,2.61358044456208°E          |                                            |                                    | Modifica les dades a Wikidata |
|        | el Colobret              | Sant Aniol de Finestres | masia        |                                          | 42° 03′ 26″ N, 2° 37′ 51″ E / 42.0571186208619°N,2.63081122169909°E          |                                            |                                    | Modifica les dades a Wikidata |
|        | el Grau                  | Sant Aniol de Finestres | masia        |                                          | 42° 07′ 28″ N, 2° 34′ 14″ E / 42.1243681620408°N,2.57069182920755°E          |                                            |                                    | Modifica les dades a Wikidata |
|        | el Llepard               | Sant Aniol de Finestres | masia        |                                          | 42° 01′ 09″ N, 2° 37′ 57″ E / 42.0192964212152°N,2.63251571444666°E          |                                            |                                    | Modifica les dades a Wikidata |
|        | el Llor                  | Sant Aniol de Finestres | masia        |                                          | 42° 05′ 21″ N, 2° 36′ 00″ E / 42.089132692439°N,2.60000974983029°E           |                                            |                                    | Modifica les dades a Wikidata |
|        | el Martí                 | Sant Aniol de Finestres | masia        |                                          | 42° 04′ 14″ N, 2° 38′ 09″ E / 42.0705724392561°N,2.63583443375947°E          |                                            |                                    | Modifica les dades a Wikidata |
|        | el Masnou                | Sant Aniol de Finestres | masia        |                                          | 42° 05′ 42″ N, 2° 36′ 59″ E / 42.0949618014008°N,2.6163949995009°E           |                                            |                                    | Modifica les dades a Wikidata |
|        | el Molinot               | Sant Aniol de Finestres | masia        |                                          | 42° 03′ 56″ N, 2° 36′ 51″ E / 42.0654221570674°N,2.61422798326165°E          |                                            |                                    | Modifica les dades a Wikidata |
|        | el Noell                 | Sant Aniol de Finestres | masia        |                                          | 42° 04′ 03″ N, 2° 37′ 59″ E / 42.0674024236417°N,2.63309661009591°E          |                                            |                                    | Modifica les dades a Wikidata |
|        | el Poriol                | Sant Aniol de Finestres | masia        |                                          | 42° 01′ 32″ N, 2° 37′ 43″ E / 42.0254801806697°N,2.62854218218788°E          |                                            |                                    | Modifica les dades a Wikidata |
|        | el Ras                   | Sant Aniol de Finestres | masia        |                                          | 42° 05′ 41″ N, 2° 35′ 09″ E / 42.0946937338916°N,2.58591106990527°E          |                                            |                                    | Modifica les dades a Wikidata |
|        | el Roquet                | Sant Aniol de Finestres | masia        |                                          | 42° 04′ 02″ N, 2° 37′ 47″ E / 42.0671750889132°N,2.62961674213852°E          |                                            |                                    | Modifica les dades a Wikidata |
|        | el Saiols                | Sant Aniol de Finestres | masia        |                                          | 42° 06′ 12″ N, 2° 36′ 13″ E / 42.1032944267635°N,2.60362159694808°E          |                                            |                                    | Modifica les dades a Wikidata |
|        | el Salavedra             | Sant Aniol de Finestres | masia        |                                          | 42° 04′ 24″ N, 2° 36′ 27″ E / 42.0734329083344°N,2.60742194674393°E          |                                            |                                    | Modifica les dades a Wikidata |
|        | el Serrat                | Sant Aniol de Finestres | masia        | Estil: arquitectura popular              | 42° 02′ 51″ N, 2° 36′ 59″ E / 42.047483°N,2.616336°E                         | bé integrant del patrimoni cultural català |                                    | Modifica les dades a Wikidata |
|        | el Terrassot             | Sant Aniol de Finestres | masia        |                                          | 42° 04′ 13″ N, 2° 36′ 27″ E / 42.0703531525375°N,2.60756180445681°E          |                                            |                                    | Modifica les dades a Wikidata |
|        | el Tràfec                | Sant Aniol de Finestres | masia        |                                          | 42° 03′ 18″ N, 2° 37′ 50″ E / 42.0551006835957°N,2.63066580232183°E          |                                            |                                    | Modifica les dades a Wikidata |
|        | el Vilar                 | Sant Aniol de Finestres | masia        |                                          | 42° 04′ 05″ N, 2° 37′ 57″ E / 42.068062030224°N,2.632621560062°E             |                                            |                                    | Modifica les dades a Wikidata |
|        | els Arcous               | Sant Aniol de Finestres | masia        |                                          | 42° 04′ 44″ N, 2° 34′ 33″ E / 42.0787879612724°N,2.57596802476513°E          |                                            |                                    | Modifica les dades a Wikidata |
|        | els Closells             | Sant Aniol de Finestres | masia        |                                          | 42° 04′ 48″ N, 2° 35′ 43″ E / 42.0800737819286°N,2.59533951137568°E          |                                            |                                    | Modifica les dades a Wikidata |
|        | els Crous                | Sant Aniol de Finestres | masia        |                                          | 42° 03′ 17″ N, 2° 36′ 56″ E / 42.0548527758576°N,2.61551254576923°E          |                                            |                                    | Modifica les dades a Wikidata |
|        | l'Aubert                 | Sant Aniol de Finestres | masia        | Estat: ruïnós                            | 42° 05′ 53″ N, 2° 33′ 21″ E / 42.0979942665067°N,2.55571690897249°E 730 msnm |                                            | La Gubert                          | Modifica les dades a Wikidata |
|        | l'Oriol                  | Sant Aniol de Finestres | masia        |                                          | 42° 05′ 13″ N, 2° 35′ 51″ E / 42.086857565214°N,2.5974491217305°E            |                                            |                                    | Modifica les dades a Wikidata |
|        | la Casa Alta             | Sant Aniol de Finestres | masia        |                                          | 42° 03′ 08″ N, 2° 37′ 58″ E / 42.0522705703708°N,2.63283325617204°E          |                                            |                                    | Modifica les dades a Wikidata |
|        | la Creu                  | Sant Aniol de Finestres | masia        |                                          | 42° 03′ 07″ N, 2° 37′ 55″ E / 42.0520335009977°N,2.63192828034903°E          |                                            |                                    | Modifica les dades a Wikidata |
|        | la Faja                  | Sant Aniol de Finestres | masia        |                                          | 42° 05′ 50″ N, 2° 34′ 45″ E / 42.0971281217566°N,2.5792077491105°E           |                                            |                                    | Modifica les dades a Wikidata |
|        | la Granada               | Sant Aniol de Finestres | masia        |                                          | 42° 05′ 46″ N, 2° 35′ 01″ E / 42.096045192959°N,2.58355625684847°E           |                                            |                                    | Modifica les dades a Wikidata |
|        | la Llobera               | Sant Aniol de Finestres | masia        |                                          | 42° 02′ 01″ N, 2° 37′ 23″ E / 42.0336045876473°N,2.62315505239702°E          |                                            |                                    | Modifica les dades a Wikidata |
|        | la Plana                 | Sant Aniol de Finestres | masia        | Estil: arquitectura popular 18th century | 42° 06′ 17″ N, 2° 33′ 32″ E / 42.10478°N,2.55879°E 710 msnm                  | bé integrant del patrimoni cultural català | La Plana (Sant Aniol de Finestres) | Modifica les dades a Wikidata |
|        | la Pruleda               | Sant Aniol de Finestres | masia        |                                          | 42° 05′ 52″ N, 2° 34′ 44″ E / 42.0977125091197°N,2.57892574188402°E          |                                            |                                    | Modifica les dades a Wikidata |
|        | la Rovira de Dalt        | Sant Aniol de Finestres | masia        |                                          | 42° 06′ 31″ N, 2° 34′ 03″ E / 42.1086847856187°N,2.56745936733453°E          |                                            |                                    | Modifica les dades a Wikidata |
|        | la Sala                  | Sant Aniol de Finestres | masia        | Estil: arquitectura popular              | 42° 05′ 18″ N, 2° 35′ 19″ E / 42.08834°N,2.58857°E                           | bé integrant del patrimoni cultural català |                                    | Modifica les dades a Wikidata |
|        | la Teuleria              | Sant Aniol de Finestres | masia        |                                          | 42° 03′ 28″ N, 2° 37′ 39″ E / 42.0577382114082°N,2.62744782782528°E          |                                            |                                    | Modifica les dades a Wikidata |
|        | les Arques               | Sant Aniol de Finestres | masia        |                                          | 42° 04′ 26″ N, 2° 34′ 54″ E / 42.0739358740285°N,2.58153694595764°E          |                                            |                                    | Modifica les dades a Wikidata |
|        | les Basses               | Sant Aniol de Finestres | masia        |                                          | 42° 02′ 14″ N, 2° 37′ 00″ E / 42.0371137387642°N,2.61668268268565°E          |                                            |                                    | Modifica les dades a Wikidata |
|        | les Ferreres             | Sant Aniol de Finestres | masia        |                                          | 42° 03′ 42″ N, 2° 36′ 41″ E / 42.061784°N,2.611486°E                         |                                            |                                    | Modifica les dades a Wikidata |
|        | les Planelles            | Sant Aniol de Finestres | masia        |                                          | 42° 04′ 58″ N, 2° 36′ 00″ E / 42.0828548291197°N,2.59991618884184°E          |                                            |                                    | Modifica les dades a Wikidata |
|        | les Quintanes            | Sant Aniol de Finestres | masia        |                                          | 42° 03′ 20″ N, 2° 37′ 27″ E / 42.0555567968515°N,2.62412505768751°E          |                                            |                                    | Modifica les dades a Wikidata |
|        | les Vinyes               | Sant Aniol de Finestres | masia        |                                          | 42° 03′ 19″ N, 2° 36′ 51″ E / 42.0552809052795°N,2.6142651917691°E           |                                            |                                    | Modifica les dades a Wikidata |

## molí d'aigua
| imatge | Nom                 | Ubicat a                | instància de | Detalls                                  | coordenades                                                         | Protecció                                  | Commons (més fotos) | Dades a WD                    |
| ------ | ------------------- | ----------------------- | ------------ | ---------------------------------------- | ------------------------------------------------------------------- | ------------------------------------------ | ------------------- | ----------------------------- |
|        | El Molí d'en Coma   | Sant Esteve de Llémena  | molí d'aigua | Estil: arquitectura popular 18th century | 42° 03′ 58″ N, 2° 36′ 45″ E / 42.06599°N,2.61253°E 292 msnm         | bé integrant del patrimoni cultural català | El Molí d'en Coma   | Modifica les dades a Wikidata |
|        | Molí de Can Mitjana | Sant Aniol de Finestres | molí d'aigua |                                          | 42° 04′ 32″ N, 2° 36′ 00″ E / 42.0754788190689°N,2.60001087524319°E |                                            |                     | Modifica les dades a Wikidata |
|        | Molí de Can Tura    | Sant Aniol de Finestres | molí d'aigua | Estil: arquitectura popular              |                                                                     | bé integrant del patrimoni cultural català |                     | Modifica les dades a Wikidata |
|        | Molí del Camós      | Sant Aniol de Finestres | molí d'aigua |                                          | 42° 03′ 13″ N, 2° 37′ 45″ E / 42.0537084765189°N,2.62905449626189°E |                                            |                     | Modifica les dades a Wikidata |

## muntanya
| imatge | Nom                 | Ubicat a                                             | instància de | Detalls | coordenades                                                             | Protecció | Commons (més fotos)              | Dades a WD                    |
| ------ | ------------------- | ---------------------------------------------------- | ------------ | ------- | ----------------------------------------------------------------------- | --------- | -------------------------------- | ----------------------------- |
|        | Cingles de Sant Roc | Sant Aniol de Finestres Sant Martí de Llémena Amer   | muntanya     |         | 42° 01′ 03″ N, 2° 39′ 43″ E / 42.0174863364°N,2.66189985111°E 598 msnm  |           | Sant Roc (Sant Martí de Llèmena) | Modifica les dades a Wikidata |
|        | Faig Rodó           | Sant Aniol de Finestres                              | muntanya     |         | 42° 06′ 52″ N, 2° 34′ 41″ E / 42.11433333°N,2.57819444°E 1020 msnm      |           | Faig Rodó                        | Modifica les dades a Wikidata |
|        | Muntanya de Cugul   | Sant Aniol de Finestres                              | muntanya     |         | 42° 03′ 21″ N, 2° 36′ 35″ E / 42.0557°N,2.60963°E 536.7 msnm            |           |                                  | Modifica les dades a Wikidata |
|        | Penjabocs           | les Planes d'Hostoles Sant Aniol de Finestres        | muntanya     |         | 42° 04′ 27″ N, 2° 34′ 23″ E / 42.0743°N,2.57303°E 614.5 msnm            |           |                                  | Modifica les dades a Wikidata |
|        | Puig Capell         | Sant Aniol de Finestres Sant Martí de Llémena Mieres | muntanya     |         | 42° 05′ 20″ N, 2° 37′ 55″ E / 42.0889°N,2.6319°E 875.3 msnm             |           |                                  | Modifica les dades a Wikidata |
|        | Puig d'Elena        | Sant Aniol de Finestres                              | muntanya     |         | 42° 01′ 34″ N, 2° 38′ 27″ E / 42.0261°N,2.64079°E 560.8 msnm            |           |                                  | Modifica les dades a Wikidata |
|        | Puig de Pla Boscàs  | Sant Aniol de Finestres                              | muntanya     |         | 42° 05′ 30″ N, 2° 34′ 28″ E / 42.09172222°N,2.57434444°E 671.6 msnm     |           |                                  | Modifica les dades a Wikidata |
|        | Puig de les Suques  | Sant Aniol de Finestres                              | muntanya     |         | 42° 06′ 11″ N, 2° 33′ 59″ E / 42.10297222°N,2.56627778°E 849.5 msnm     |           |                                  | Modifica les dades a Wikidata |
|        | Puigsallança        | Sant Aniol de Finestres                              | muntanya     |         | 42° 06′ 54″ N, 2° 34′ 53″ E / 42.1150682972°N,2.58147210612°E 1027 msnm |           | Puigsallança                     | Modifica les dades a Wikidata |
|        | Puigserrador        | Amer Sant Aniol de Finestres                         | muntanya     |         | 42° 01′ 23″ N, 2° 36′ 53″ E / 42.02316667°N,2.61474444°E 483.2 msnm     |           |                                  | Modifica les dades a Wikidata |
|        | Roca del Migdia     | les Planes d'Hostoles Sant Aniol de Finestres        | muntanya     |         | 42° 05′ 12″ N, 2° 34′ 00″ E / 42.0866°N,2.56674°E 787.9 msnm            |           |                                  | Modifica les dades a Wikidata |
|        | Sant Jordi          | Santa Pau Sant Aniol de Finestres                    | muntanya     |         | 42° 07′ 29″ N, 2° 33′ 44″ E / 42.12469444°N,2.56210556°E 971.4 msnm     |           |                                  | Modifica les dades a Wikidata |
|        | Turó de la Rovira   | Sant Aniol de Finestres                              | muntanya     |         | 42° 06′ 31″ N, 2° 33′ 54″ E / 42.10855556°N,2.56506389°E 812 msnm       |           |                                  | Modifica les dades a Wikidata |
|        | Turó del Bruguer    | Sant Aniol de Finestres                              | muntanya     |         | 42° 01′ 48″ N, 2° 36′ 37″ E / 42.02994444°N,2.61027222°E 529.3 msnm     |           |                                  | Modifica les dades a Wikidata |
|        | el Baumet           | Sant Aniol de Finestres Sant Martí de Llémena        | muntanya     |         | 42° 04′ 59″ N, 2° 38′ 02″ E / 42.08311111°N,2.63376778°E 817.3 msnm     |           |                                  | Modifica les dades a Wikidata |
|        | els Tres Rocs       | Amer Sant Aniol de Finestres                         | muntanya     |         | 42° 01′ 07″ N, 2° 37′ 40″ E / 42.0185°N,2.62764°E 497.5 msnm            |           |                                  | Modifica les dades a Wikidata |
|        | l'Aulina de la Creu | les Planes d'Hostoles Sant Aniol de Finestres        | muntanya     |         | 42° 03′ 31″ N, 2° 36′ 05″ E / 42.0585°N,2.60147°E 506.2 msnm            |           |                                  | Modifica les dades a Wikidata |
|        | la Tremoleda        | les Planes d'Hostoles Sant Aniol de Finestres        | muntanya     |         | 42° 06′ 06″ N, 2° 33′ 07″ E / 42.1018°N,2.55183°E 847.8 msnm            |           |                                  | Modifica les dades a Wikidata |

## nucli de població
| imatge | Nom                     | Ubicat a                                       | instància de                                           | Detalls | coordenades                                                                | Protecció | Commons (més fotos) | Dades a WD                    |
| ------ | ----------------------- | ---------------------------------------------- | ------------------------------------------------------ | ------- | -------------------------------------------------------------------------- | --------- | ------------------- | ----------------------------- |
|        | el Veïnat Sec           | Sant Aniol de Finestres                        | nucli de població                                      |         | 42° 03′ 36″ N, 2° 37′ 05″ E / 42.059909029151°N,2.6181654485665°E          |           |                     | Modifica les dades a Wikidata |
|        | el Veïnat de l'Església | Sant Aniol de Finestres                        | nucli de població                                      |         | 42° 03′ 23″ N, 2° 37′ 49″ E / 42.056346081372°N,2.6302720431865°E          |           |                     | Modifica les dades a Wikidata |
|        | les Carreres            | Sant Aniol de Finestres Sant Esteve de Llémena | nucli de població nucli d'entitat singular de població | 92 hab  | 42° 04′ 03″ N, 2° 37′ 30″ E / 42.0676196169913°N,2.625057169186°E 430 msnm |           |                     | Modifica les dades a Wikidata |
|        | les Medes               | Sant Aniol de Finestres                        | nucli de població                                      |         | 42° 05′ 51″ N, 2° 33′ 31″ E / 42.097522725002°N,2.5586838878129°E          |           |                     | Modifica les dades a Wikidata |

## pont
| imatge | Nom                               | Ubicat a                | instància de | Detalls                                                | coordenades                                                         | Protecció                                  | Commons (més fotos)               | Dades a WD                    |
| ------ | --------------------------------- | ----------------------- | ------------ | ------------------------------------------------------ | ------------------------------------------------------------------- | ------------------------------------------ | --------------------------------- | ----------------------------- |
|        | Pont de l'església de Sant Esteve | Sant Aniol de Finestres | pont         | Estil: arquitectura popular Travessa: riera de Llémena | 42° 03′ 22″ N, 2° 37′ 34″ E / 42.0562°N,2.6260305555556°E 277 msnm  | bé integrant del patrimoni cultural català | Pont de l'església de Sant Esteve | Modifica les dades a Wikidata |
|        | Pont del Molí                     | Sant Aniol de Finestres | pont         |                                                        | 42° 07′ 38″ N, 2° 36′ 47″ E / 42.1273465771226°N,2.61296928806187°E |                                            |                                   | Modifica les dades a Wikidata |
|        | Pont dels Bullidors               | Sant Aniol de Finestres | pont         |                                                        | 42° 04′ 18″ N, 2° 36′ 12″ E / 42.071681053582°N,2.60346778910229°E  |                                            |                                   | Modifica les dades a Wikidata |

## serra
| imatge | Nom                 | Ubicat a                                      | instància de | Detalls      | coordenades                                                                                                 | Protecció | Commons (més fotos) | Dades a WD                    |
| ------ | ------------------- | --------------------------------------------- | ------------ | ------------ | --- | --------- | ------------------- | ----------------------------- |
|        | serra de Finestres  | Sant Aniol de Finestres Santa Pau             | serra        | Llarg: 4.5km | 42° 07′ 25″ N, 2° 34′ 23″ E / 42.1237°N,2.57319°E 1026.2 msnm                                               |           | Serra de Finestres  | Modifica les dades a Wikidata |
|        | serra de les Medes  | les Planes d'Hostoles Sant Aniol de Finestres | serra        |              | 42° 06′ 46″ N, 2° 32′ 52″ E / 42.1128°N,2.54778°E 42° 06′ 00″ N, 2° 34′ 00″ E / 42.1°N,2.56667°E 887.3 msnm |           |                     | Modifica les dades a Wikidata |
|        | serra dels Segalars | Sant Aniol de Finestres                       | serra        |              | 42° 06′ 22″ N, 2° 34′ 34″ E / 42.10619444°N,2.57602222°E 1019.9 msnm                                        |           |                     | Modifica les dades a Wikidata |
|        | serrat de Codolars  | Sant Aniol de Finestres                       | serra        |              | 42° 04′ 44″ N, 2° 36′ 54″ E / 42.0789°N,2.61487°E 696.6 msnm                                                |           |                     | Modifica les dades a Wikidata |

## volcà extint
| imatge | Nom                 | Ubicat a                                      | instància de | Detalls | coordenades | Protecció | Commons (més fotos) | Dades a WD                    |
| ------ | ------------------- | --------------------------------------------- | ------------ | ------- | --- | --------- | ------------------- | ----------------------------- |
|        | Volcà de Llacunagra | Sant Aniol de Finestres                       | volcà extint |         | 42° 06′ 11″ N, 2° 33′ 15″ E / 42.10315°N,2.55405°E Zona Volcànica de la Garrotxa 807.6 msnm |           |                     | Modifica les dades a Wikidata |
|        | Volcà de les Medes  | Sant Aniol de Finestres les Planes d'Hostoles | volcà extint |         | 42° 06′ 11″ N, 2° 33′ 15″ E / 42.10308333333333°N,2.5540555555555553°E Zona Volcànica de la Garrotxa Pla d'Espais d'Interès Natural Reserva Natural dels Volcans de les Medes, de Puig Rodó i de Llacunagra 830 msnm |           |                     | Modifica les dades a Wikidata |
|        | Volcà del Puig Rodó | Sant Aniol de Finestres les Planes d'Hostoles | volcà extint |         | 42° 06′ 18″ N, 2° 33′ 09″ E / 42.104899°N,2.552612°E Zona Volcànica de la Garrotxa 843 856.6 msnm |           |                     | Modifica les dades a Wikidata |

## Misc
| imatge | Nom                                                                     | Ubicat a                                      | instància de                              | Detalls                     | coordenades                                                                    | Protecció                                            | Commons (més fotos)          | Dades a WD                    |
| ------ | ----------------------------------------------------------------------- | --------------------------------------------- | ----------------------------------------- | --------------------------- | ------------------------------------------------------------------------------ | ---------------------------------------------------- | ---------------------------- | ----------------------------- |
|        | Castell de Finestres                                                    | Sant Aniol de Finestres                       | castell                                   |                             | 42° 06′ 49″ N, 2° 35′ 45″ E / 42.113611°N,2.595833°E                           | bé d'interès cultural bé cultural d'interès nacional | Castle of Finestres          | Modifica les dades a Wikidata |
|        | Dama de la Garrotxa                                                     | Mieres Sant Aniol de Finestres                | obra escultòrica element geogràfic        | Estil: arquitectura popular | 42° 06′ 33″ N, 2° 36′ 23″ E / 42.109304°N,2.60638°E                            | bé cultural d'interès local                          | Dama de la Garrotxa          | Modifica les dades a Wikidata |
|        | Finestres                                                               | Sant Aniol de Finestres                       | vèrtex geodèsic                           | Alt: 1.2m                   | 42° 06′ 54″ N, 2° 34′ 53″ E / 42.11506°N,2.581513°E Puigsallança 1026.782 msnm |                                                      | Vèrtex geodèsic de Finestres | Modifica les dades a Wikidata |
|        | L'Aulet                                                                 | Sant Aniol de Finestres                       | alzinar                                   |                             | 42° 02′ 19″ N, 2° 38′ 16″ E / 42.03867°N,2.637741°E 411 msnm                   |                                                      |                              | Modifica les dades a Wikidata |
|        | Oratori de Finestres                                                    | Sant Aniol de Finestres                       | oratori                                   |                             | 42° 06′ 50″ N, 2° 35′ 29″ E / 42.1138465°N,2.591411°E                          |                                                      | Oratori de Finestres         | Modifica les dades a Wikidata |
|        | Poblat ibèric de la Palomera                                            | Sant Aniol de Finestres                       | edifici històric poblat ibèric            |                             | 42° 06′ 33″ N, 2° 36′ 24″ E / 42.1092758750526°N,2.60657190128138°E            |                                                      |                              | Modifica les dades a Wikidata |
|        | Reserva Natural dels Volcans de les Medes, de Puig Rodó i de Llacunagra | Sant Aniol de Finestres les Planes d'Hostoles | àrea protegida Reserva Natural Parcial    | 1982 Superfície: 23.34798ha |                                                                                |                                                      |                              | Modifica les dades a Wikidata |
|        | Santa Maria de Finestres                                                | Sant Aniol de Finestres                       | despoblat ens local històric de Catalunya |                             | 42° 06′ 43″ N, 2° 35′ 35″ E / 42.11183°N,2.59308°E 880 msnm                    |                                                      |                              | Modifica les dades a Wikidata |
|        | avenc dels Troncs                                                       | Sant Aniol de Finestres                       | avenc                                     |                             | 42° 07′ 01″ N, 2° 34′ 44″ E / 42.1168057697891°N,2.57879936917645°E            |                                                      |                              | Modifica les dades a Wikidata |
|        | casa consistorial de Sant Aniol de Finestres                            | Sant Aniol de Finestres                       | casa consistorial                         |                             | 42° 03′ 48″ N, 2° 36′ 52″ E / 42.0633724°N,2.614505°E                          |                                                      |                              | Modifica les dades a Wikidata |
|        | cobert de la Serra                                                      | Sant Aniol de Finestres                       | cabana                                    |                             | 42° 06′ 31″ N, 2° 33′ 32″ E / 42.1085888650231°N,2.5588239934511°E             |                                                      |                              | Modifica les dades a Wikidata |
|        | la Palomera                                                             | Sant Aniol de Finestres                       | poblat ibèric                             |                             | 42° 06′ 34″ N, 2° 36′ 23″ E / 42.109329°N,2.606381°E 737 msnm                  |                                                      |                              | Modifica les dades a Wikidata |